# Anthomyia latifasciata
Anthomyia latifasciata este o specie de muște din genul Anthomyia, familia Anthomyiidae, descrisă de Masayoshi Suwa în anul 1987. Conform Catalogue of Life specia Anthomyia latifasciata nu are subspecii cunoscute.